# Mound City, Illinois
Mound City är administrativ huvudort i Pulaski County i den amerikanska delstaten Illinois. Mound City har varit huvudort i countyt sedan 1868. En första omröstning om flytten av huvudort till Mound City genomfördes 1866 med en utdragen tvist som påföljd.